# OQP Sound System
 (avril 2024).
OQP Sound System est un sound system techno underground des années 90. La signification première du nom OQP est  “Original Quartier du Panier” (OQP crew), le Panier étant un quartier de la ville de Marseille, lieu d’origine de la création du groupe.
Il a été un des premiers sound system français créés en 1993, à la suite de l’arrivée en France des anglais Spiral Tribe dont il fut très proche,.
Tout au long de son existence, OQP a organisé de nombreuses fêtes “raves”, “free parties” et teknivals en Europe dont les plus notables sont : le premier teknival en Italie en 1996, plusieurs teknivals en hollande et en Allemagne,.

## Créativité
Le Sound system fut un véritable laboratoire créatif. À cette époque les codes de la Free Party et du mouvement underground techno n’étaient pas encore institutionnalisés.
Le groupe a été le berceau et l’inspirateur de nombreux artistes, djs, musiciens électroniques et graphistes tels que Keshno, Cyberskum, XTECH, Niko ( Nkod ), Starsk aka Blackee qui composaient leurs musiques et leurs images animées dans leurs camions, avec des platines et des ordinateurs Amiga / Atari de l’époque, alimentés la plupart du temps par des groupes électrogènes,
Les créations de Starsk aka Blackee furent les premières images numériques live projetées ou affichées sur de vieilles télévisions lors des fêtes et teknivals de l’époque.
Les djs et musiciens d'OQP ont largement contribué à l'émergence de la tekno, genre spécifique de la techno.

## Origines
OQP a été créé à Marseille. Ses membres fondateurs sont issus de divers mouvements culturels alternatifs des années 80/90: hip-hop, skate, graph et punk,,
La signification première du nom OQP est  “Original Quartier du Panier” (OQP crew), lieu d’origine de la création du groupe. La signification du nom s’est ensuite muée en “Occupé” en référence à l’occupation de zones autonomes temporaires qu’a pratiquée le sound system à travers l’Europe des années 90.
OQP fut un Sound system exclusivement "traveller". Ses membres ont vécu des années sur les routes d’Europe dans un "road trip" permanent, en France, en Allemagne, en Hollande, en Italie, en République tchèque et en Espagne, dans des bus et camions, créant divers zones d’autonomie temporaire de plusieurs jours à plusieurs mois dans des lieux laissés à l’abandon : d’anciennes usines, une base militaire soviétique désaffectée en ex-Allemagne de l’Est, divers lieux en pleine nature,.
Au fil des voyages, des fêtes et des rencontres, le Sound system marseillais s’est transformé avec l’arrivée de membres étrangers pour devenir un véritable groupe international avec des membres français, italiens, anglais, allemands, autrichien, suisse et belge,.
Les jeunes membres du groupe prônaient et expérimentaient une vie nomade et autonome, en rupture avec le monde "marchand", refusant le conformisme d’une vie standardisée. Les motivations du groupe étaient politiques, philosophiques et artistiques. Dans la mouvance techno underground de l’époque, le groupe a expérimenté tout au long de son existence la mise en pratique d’un véritable anarchisme politique.
Le livre No System de la photographe britannique Vinca Petersen (en) documente la vie des Sound systems travellers des années 90. Nombre de ses clichés montrent des "campements" OQP. Plusieurs membres du groupe y apparaissent,.

## Après la route
En 1997 une partie du groupe revient à Marseille, fondant le label de musique Okupe Production, tandis que l’autre fusionne avec deux autres Sound systèmes :  Total Resistance et Facom Unit donnant naissance à Sound Conspiracy, groupe international qui accomplira un road trip jusqu’en Inde,. Le film documentaire Mission to India, visible sur Youtube, est consacré à ce périple.
Les musiciens Fky, Babylon Joke et Arobass, proches du groupe OQP, ont intégré le label Okupe dès sa création.
En 2005 est édité par le label Uwe le DVD OKUPE BACKUP, réalisé par Starsk et XTECH, qui rend hommage au Sound system OQP et au label OKUPE qui en est issu. Le dvd se compose de plusieurs vidéos d’époque, de photos et du film Visual Mix de Vj Starsk sur la musique de Cyberskum. Il est accompagné d’un cd compilation d’artistes du label XTECH, Fky, Babylon Joke et Arobass,,,
XTECH (Axel Franchi), membre fondateur originel du Sound system et fondateur des labels Okupe Production et Tapage Nocturne continue de se produire sur la scène Hardtechno internationale.